# Samantha Dirks
Samantha Dirks (18 dicembre 1992) è una velocista beliziana, detentrice di cinque record nazionali.
Nel corso della sua carriera ha conquistato una medaglia d'argento e due di bronzo ai Giochi centroamericani, oltre a sette ori, un argento e un bronzo ai campionati centroamericani di atletica leggera.
Nel 2017 ha preso parte anche ai campionati del mondo di Londra, ma senza riuscire a superare le batterie di qualificazione.

## Record nazionali
- 400 metri piani: 53"19 ( Irvine, 30 aprile 2016)
- Staffetta 4×100 metri: 46"61 ( San Salvador, 18 giugno 2016)
- Staffetta 4×400 metri: 4'01"32 ( Managua, 12 dicembre 2017)
- 60 metri piani indoor: 7"46 ( Birmingham, 31 gennaio 2021)
- 300 metri piani indoor: 38"26 ( Virginia Beach, 6 febbraio 2021)

## Progressione

### 60 metri piani indoor
| Stagione  | Misura | Luogo       | Data      | Rank. Mond. |
| --------- | ------ | ----------- | --------- | ----------- |
| 2020/2021 | 7"46   | Birmingham  | 31-1-2021 |             |
| 2014/2015 | 7"56   | Albuquerque | 24-1-2015 |             |
| 2013/2014 | 7"52   | Seattle     | 28-2-2014 |             |
| 2012/2013 | 7"73   | New York    | 18-1-2013 |             |

### 100 metri piani
| Stagione | Misura | Luogo       | Data      | Rank. Mond. |
| -------- | ------ | ----------- | --------- | ----------- |
| 2021     | 11"74  | Carolina    | 20-3-2021 |             |
| 2020     | 11"66  | Clermont    | 24-6-2020 |             |
| 2019     | 11"89  | Orlando     | 23-3-2019 |             |
| 2017     | 12"32  | Managua     | 9-12-2017 |             |
| 2015     | 12"01  | Los Angeles | 21-3-2015 |             |
| 2013     | 11"91  | Pasadena    | 23-3-2013 |             |
| 2012     | 12"21  | Irvine      | 29-4-2012 |             |

### 200 metri piani
| Stagione | Misura | Luogo        | Data      | Rank. Mond. |
| -------- | ------ | ------------ | --------- | ----------- |
| 2021     | 23"72  | Miramar      | 27-3-2021 |             |
| 2020     | 23"89  | Clermont     | 25-7-2020 |             |
| 2019     | 23"97  | Managua      | 23-6-2019 |             |
| 2018     | 24"12  | Jacksonville | 23-3-2018 |             |
| 2017     | 23"85  | Clermont     | 3-6-2017  |             |
| 2016     | 23"66  | Walnut       | 15-4-2016 |             |
| 2015     | 23"89  | Riverside    | 16-5-2015 |             |
| 2014     | 24"35  | Palo Alto    | 5-4-2014  |             |
| 2013     | 24"35  | Los Angeles  | 10-5-2013 |             |
| 2012     | 24"91  | Los Angeles  | 19-4-2012 |             |

### 200 metri piani indoor
| Stagione  | Misura | Luogo           | Data      | Rank. Mond. |
| --------- | ------ | --------------- | --------- | ----------- |
| 2020/2021 | 24"60  | Birmingham      | 16-1-2021 |             |
| 2019/2020 | 24"61  | Clemson         | 25-1-2020 |             |
| 2018/2019 | 24"68  | Columbia        | 16-2-2019 |             |
| 2015/2016 | 24"26  | Albuquerque     | 22-1-2016 |             |
| 2014/2015 | 25"27  | Albuquerque     | 24-1-2015 |             |
| 2013/2014 | 24"97  | College Station | 15-2-2014 |             |
| 2012/2013 | 25"47  | New York        | 18-1-2013 |             |

### 400 metri piani
| Stagione | Misura | Luogo                 | Data      | Rank. Mond. |
| -------- | ------ | --------------------- | --------- | ----------- |
| 2021     | 54"20  | Santiago de Querétaro | 11-6-2021 |             |
| 2019     | 53"59  | Jacksonville          | 10-8-2019 |             |
| 2018     | 55"10  | Jacksonville          | 23-3-2018 |             |
| 2017     | 53"44  | Mesa                  | 10-6-2017 |             |
| 2016     | 53"19  | Irvine                | 30-4-2016 |             |
| 2015     | 53"19  | Riverside             | 16-5-2015 |             |
| 2014     | 54"99  | Davis                 | 16-5-2014 |             |
| 2013     | 55"92  | Walnut                | 19-4-2013 |             |

### 400 metri piani indoor
| Stagione  | Misura | Luogo           | Data      | Rank. Mond. |
| --------- | ------ | --------------- | --------- | ----------- |
| 2019/2020 | 56"63  | Clemson         | 24-1-2020 |             |
| 2014/2015 | 56"03  | New York        | 30-1-2015 |             |
| 2013/2014 | 56"73  | New York        | 18-1-2014 |             |
| 2012/2013 | 57"62  | College Station | 9-2-2013  |             |

## Palmarès
| Anno | Manifestazione          | Sede                | Evento      | Risultato | Prestazione | Note |
| ---- | ----------------------- | ------------------- | ----------- | --------- | ----------- | ---- |
| 2016 | Centroamericani         | San Salvador        | 4×100 m     | Oro       | 46"61       |      |
| 2017 | Centroamericani         | Tegucigalpa         | 200 m piani | Oro       | 24"01       |      |
| 2017 | Centroamericani         | Tegucigalpa         | 400 m piani | Oro       | 53"54       |      |
| 2017 | Mondiali                | Londra              | 400 m piani | Batteria  | 54"74       |      |
| 2017 | Giochi centramericani   | Managua             | 100 m piani | 4ª        | 12"32       |      |
| 2017 | Giochi centramericani   | Managua             | 200 m piani | Argento   | 24"86       |      |
| 2017 | Giochi centramericani   | Managua             | 4×100 m     | Bronzo    | 47"44       |      |
| 2017 | Giochi centramericani   | Managua             | 4×400 m     | Bronzo    | 4'01"32     |      |
| 2018 | Giochi del Commonwealth | Gold Coast          | 400 m piani | Batteria  | dns         |      |
| 2018 | Centroamericani         | Città del Guatemala | 200 m piani | Oro       | 24"34       |      |
| 2019 | Centroamericani         | Managua             | 200 m piani | Oro       | 23"97       |      |
| 2019 | Centroamericani         | Managua             | 4×100 m     | Bronzo    | 47"00       |      |
| 2020 | Centroamericani         | San José            | 200 m piani | Oro       | 54"72       |      |
| 2020 | Centroamericani         | San José            | 4×400 m     | Argento   | 48"36       |      |
| 2021 | Centroamericani         | San José            | 200 m piani | Oro       | 23"80       |      |
| 2021 | Centroamericani         | San José            | 400 m piani | 7ª        | 55"52       |      |
| 2021 | Giochi olimpici         | Tokyo               | 400 m piani | Batteria  | 54"16       |      |